# Hrvatsko primorje

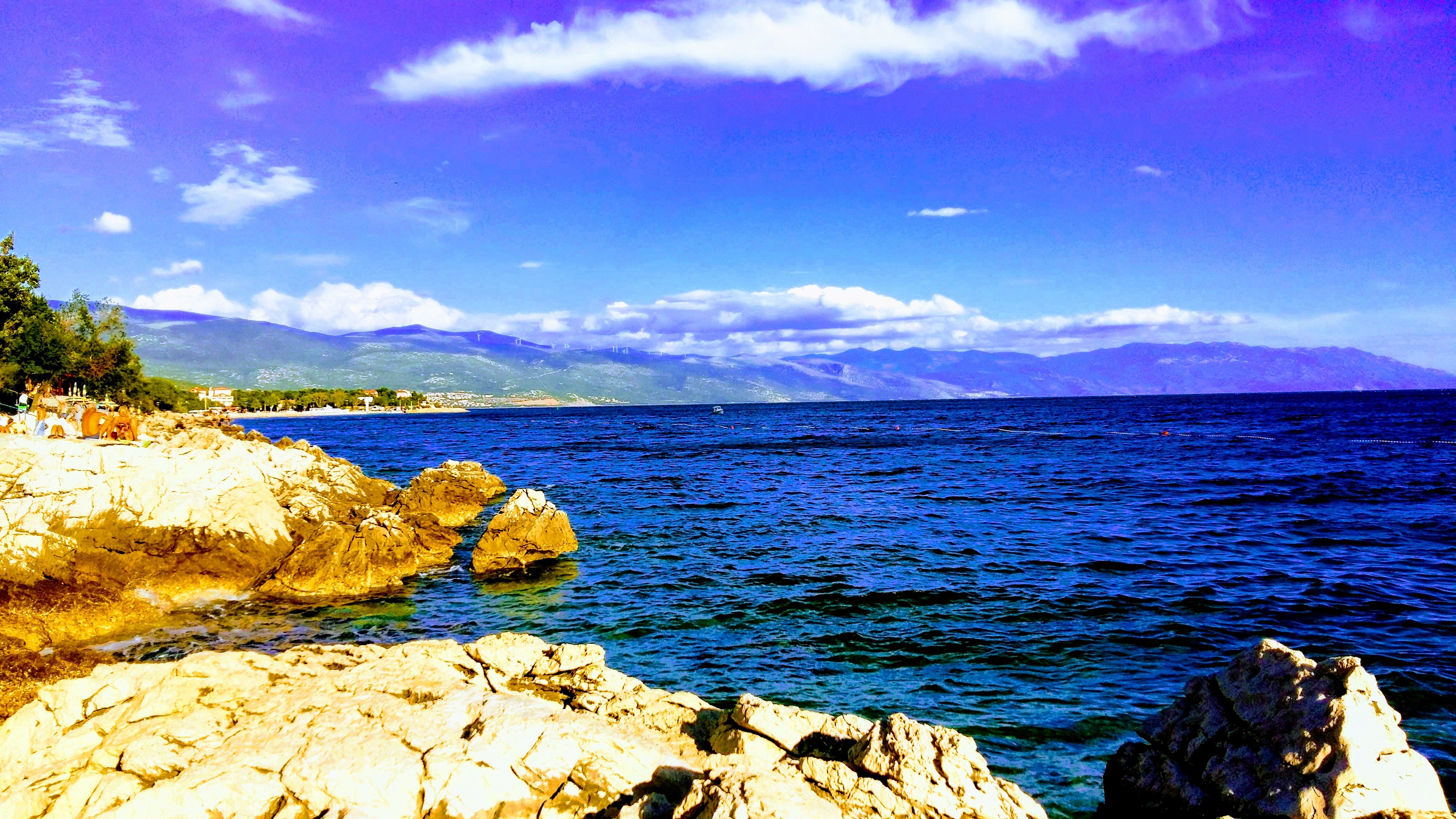
Widok z miejscowości Novi Vinodolski

Hrvatsko primorje – kraina historyczno-geograficzna w Chorwacji.
Obejmuje pas adriatyckiego wybrzeża od ujścia rzeki Rječiny do miejscowości Tribanj. Sąsiaduje z pasmem Welebitu. 